# 群馬県道157号赤城山敷島停車場線
群馬県道157号赤城山敷島停車場線（ぐんまけんどう157ごう あかぎやましきしまていしゃじょうせん）は、前橋市富士見町赤城山（赤城大沼周辺）を起点とし、渋川市の上越線敷島駅前を終点とする一般県道である。

## 概要
名目上は赤城山西麓の登山道路であるが、幹線道路として機能するのは敷島駅から深山停留所までで、実態は敷島駅から他の県道と交差しつつ山腹を上り、渋川市赤城町北部の集落を結ぶ生活道路となっている。深山から山道となっているが、林道として機能する程度で、登坂する山中の標高900m付近で行き止まりとなっている。ここから赤城山頂に至る道は徒歩通行できる登山道しかなく、自動車道開通の予定もない。なお、敷島駅から途中の長井小川田までは群馬県道151号津久田停車場前橋線と重複しており、同県道との重複区間は大型車の往来がかなり目につく。
赤城山頂の区間は、大沼西岸の短区間が狭隘な単独区間となっているに留まり、実態は湖岸の生活・観光道路で、渋川側の道路とはほぼ無縁である。

### 路線データ
- 起点：前橋市富士見町赤城山1番の2（群馬県道70号大間々上白井線）[注釈 1]
- 終点：渋川市赤木町敷島 敷島停車場（JR敷島駅)[注釈 2]

## 歴史
上越南線敷島駅開業に伴う敷島村（当時）中心部との連絡を目的に、1924年に敷島村道として整備された道路が起源である。
- 1937年（昭和12年）8月24日　群馬県道「敷島停車場赤城線」に指定。当時から深山－赤城山頂区間は車両通行不能であった。
- 1959年（昭和34年）9月18日：群馬県より現・道路法に基づき、県道赤城山敷島停車場線（勢多郡富士見村大字赤城山 - 同郡赤城村 敷島停車場、整理番号140）が路線認定される[2]。
  - 群馬県道再認定に伴い、赤城山頂側の指定区間・重複区間を見直し。同時に起終点変更で「赤城山敷島停車場線」に改称。
  - 同時に、前身路線にあたる県道敷島停車場赤城線（敷島停車場 - 勢多郡富士見村大字赤城山、整理番号44）が路線廃止される[3]。

## 地理

### 通過する自治体
- 前橋市
- 渋川市

### 交差する道路
- 群馬県道4号前橋赤城線 - 起点
- 未開通区間：前橋市富士見町赤城山 - 渋川市赤城町深山地区
- 群馬県道151号津久田停車場前橋線 - 渋川市赤城町長井小川田より終点まで重複。
- 群馬県道70号大間々上白井線 - 渋川市赤城町津久田（津久田交差点）
- 群馬県道255号下久屋渋川線 - 終点（敷島駅前交差点）